# Lonicera pyrenaica
Lonicera pyrenaica es un arbusto de la familia de las caprifoliáceas.

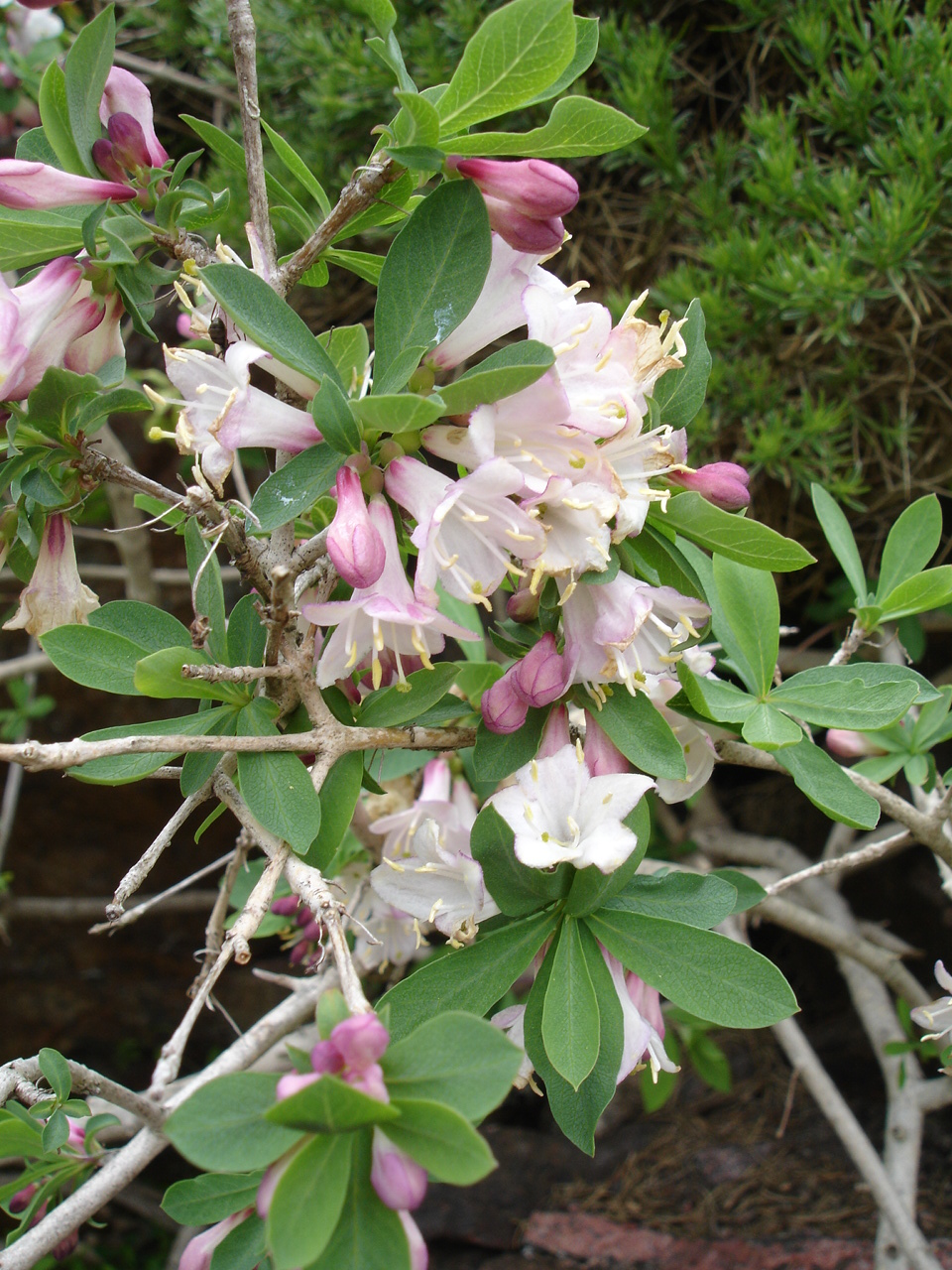
Vista de la planta

## Caracteres
Arbusto caducifolio, lampiño, de ramas grises y frágiles. Hojas de color verde apagado, ovales, enteras, opuestas, puntiagudas. Flores abundantes, de 12-20 mm, acampanadas, con los 5 lóbulos semejantes, de color blanco con tonalidades rosadas, en parejas, sujetas por pedúnculos menores, iguales o más largos que las flores. Corola con 5 lóbulos más cortos que el tubo. Estambres y estilo incluidos en el tubo corolino. Bayas de color rojo anaranjado, de 5 mm, libres o muy escasamente soldadas en la base.

## Hábitat
Grietas y repisas en roquedos calizos.

## Distribución
Se distribuye por los principales sistemas montañosos del Mediterráneo occidental. En España, vive en la mitad oriental y en Baleares

## Observaciones
Las bayas de Lonicera pyrenaica los frutos son unas bayas de color anaranjado, brillantes y algo translúcidas, como en casi todas las especies de la familia. Y como todas ellas, consideradas venenosas para el hombre, que son tóxicas. Se ha descrito en Baleares la subsp. majoricensis (Gand) Browicz, que difiere por presentar hojas y flores de mayor tamaño.

## Taxonomía
Lonicera pyrenaica fue descrito por Carlos Linneo y publicado en Species Plantarum 1: 174. 1753.
Citología
Número de cromosomas de Lonicera pyrenaica (Fam. Caprifoliaceae) y taxones infraespecíficos: 2n=18
Etimología
Lonicer: nombre genérico otorgado en honor de Adam Lonitzer (1528-1586), un médico  y botánico alemán, notable por su revisada versión de 1557 del herbario del famoso Eucharius Rösslin (1470 – 1526)
pyrenaica: epíteto geográfico que alude a su localización en los Pirineos.
Sinonimia
- Xylosteon pyrenaicum (L.) Dum. Cours.
- Caprifolium pyrenaicum (L.) Lam.
- Chamaecerasus pyrenaicus (L.) Billiard
- Euchylia pyrenaica (L.) Dulac
- Lonicera majoricensis Gand.[7]

## Nombre común
- Castellano: madreselva, madreselva del Pirineo, mariselva.[7]